# 화염방사기

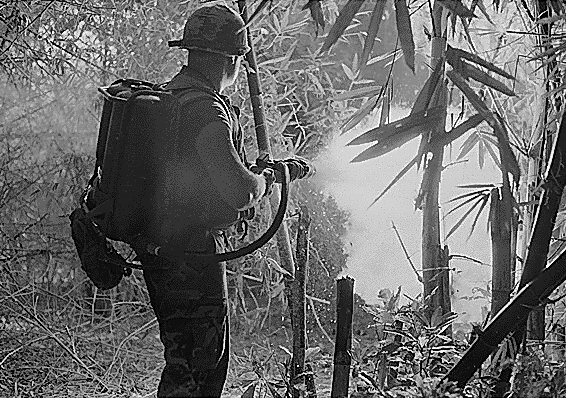

화염방사기(火焰放射器, 영어: flamethrower)는 압축공기·질소가스가 들어 있는 용기와 연료 탱크로 구성되며, 연료 탱크에 연결된 호스의 끝에 붙은 노즐로 연료를 분사시킨다. 연료는 가솔린과 피치의 혼합물, 가솔린·석유·중유의 혼합물, 네이팜 등이 사용된다. 개인휴대용과 차량탑재용이 있으며, 화염의 도달거리는 휴대용이 약 50m, 차량탑재용이 약 70m 정도이다. 화염의 온도는 1,000∼2,000°C에 달하며, 적의 토치카·엄폐호·진지 등에 대한 공격, 밀림 그리고 벙커 속에서의 유격전 등에 유효하게 사용된다.
화염전은 고대부터 있어 왔고, 액체연료를 사용하는 원리는 아시리아 시대에 이미 알려져 있었다. 근대적인 화염방사기는 1898년에 독일의 기사 R.피들러에 의해서 발명되었고, 제1차 세계대전 중인 1915년 7월 독일군에 의해 최초로 사용되었다. 그러나 대규모로 사용되고, 효과를 발휘하게 된 것은 제2차 세계대전 때부터이며, 미국군은 태평양 방면의 여러 섬에서, 동굴진지 속에 숨어 있는 일본군을 소탕하는 데 약 4,800대의 화염방사기를 사용한 것으로 알려지고 있다. 이 무기는 전투폭격기 등이 네이팜탄·로켓을 사용해서 진지를 공격할 때보다 근거리에서는 살상효과가 크므로 근거리 전투무기로 사용된다.
현재는 여러 가지 문제점으로 인해 효용성이 떨어지기 때문에 그다지 많이 사용되는 무기가 아니다. 일단 화염방사기는 바람의 방향에 대해 너무 큰 영향을 받기 때문에 바람 방향으로 인해 사용자가 불을 뒤집어쓸 수도 있다.

## 같이 보기
- 맹화유궤
- 화염병